# Sally Morgan (artiste)
Sally Jane Morgan, née le 18 janvier 1951 à Perth, est une écrivaine, dramaturge et artiste australienne aborigène. Ses œuvres sont exposées dans de nombreuses collections privées et publiques en Australie et dans le reste du monde.

## Biographie
Sally Morgan est née à Perth, en Australie occidentale, en 1951, aînée d'une famille de cinq enfants, élevée par sa mère Gladys et sa grand-mère maternelle Daisy. Sa mère, membre du peuple Bailgu (en) de la région de Pilbara en Australie occidentale, a grandi dans le foyer pour enfants de Parkerville (en), faisant partie des générations volées,. Son père, William, plombier de métier, est décédé après une longue bataille contre le syndrome de stress post-traumatique de l'après-guerre,,. Parmi ses frères et sœurs, Jill Milroy est universitaire,, Helen Milroy est pédopsychiatre et a été la première indigène australienne à devenir médecin,, David est dramaturge et William a travaillé comme haut fonctionnaire,.
Enfant, Morgan s'est rendu compte qu'elle était différente des autres enfants de son école car elle n'est pas blanche, et les autres élèves l'interrogeaient fréquemment sur ses origines familiales. Sa mère ne lui a jamais dit qu'elle était aborigène, préférant faire croire qu'elle était d'origine indienne et bangladeshi, et prétendre que ses ancêtres venaient du sous-continent indien. Mais à l'âge de quinze ans, Morgan compris qu'elle et ses frères et sœurs étaient en fait d'origine aborigène.
En 1972, elle épouse Paul Morgan, un camarade de classe et, dans les années qui suivent, elle finit ses études. Le mariage s'est ensuite soldé par un divorce. Ils ont trois enfants, Ambelin, Blaze et Ezekiel Kwaymullina, qui ont tous coécrit des ouvrages avec Morgan,.
Elle est directrice du Centre pour l'histoire et les arts à l'université d'Australie-Occidentale.

## Auteur
L'histoire de sa découverte du passé de sa famille est racontée dans les biographies multiples de son livre My Place, publié en 1987 et vendu à plus d'un demi-million d'exemplaires en Australie. Il a également été publié en Europe, en Asie et aux États-Unis. Il raconte une histoire que beaucoup ignorent, celle d'enfants enlevés à leur mère, de l'esclavage, des abus et de la peur parce que leur peau était d'une couleur différente.
Son deuxième livre, Wanamurraganya, est une biographie de son grand-père. Elle a également collaboré avec l'artiste et illustratrice aborigène australienne, Bronwyn Bancroft sur des livres pour enfants notamment Dan's Grandpa (1996).
Elle a reçu plusieurs prix: My Place a obtenu le Human Rights Literature and Other Writing Award en 1987, le Western Australia Week literary award de la biographie en 1988, et l’Order of Australia Book Prize en 1990.
En 1993, Outback, une de ses œuvres est choisi pour figurer sur un timbre pour célébrer la Déclaration universelle des droits de l'homme.

## Prix
- 1987 - Human Rights Literature and Other Writing Award for My Place[14].
- 1989 - Human Rights Literature and Other Writing Award for Wanamurraganya, the story of Jack McPhee[15].

## Œuvres

### Récits autographiques
- My Place (1987)
- Wanamurraganya, the story of Jack McPhee (1990)
- Mother and Daughter: The story of Daisy and Glady's Corunna (1994)
- Sally's Story (1995)
- Arthur Corunna's Story (1995)

### Littérature d'enfance et de jeunesse
- Little Piggies (1991), en collaboration avec Paul Morgan
- The Flying Emu and other Australian Stories (1992)
- Hurry up, Oscar! (1994)
- Pet Problem (1994)
- Dan's Grandpa (1996)
- In Your Dreams (1997)
- Just a Little Brown Dog (1997)
- Where is Galah (2015)

### Théâtre
- Cruel Wild Woman (1999)

### Catalogues d'exposition
- Echoes of the past : Sister Kate's home revisited (Centre for Indigenous History and the Arts 2002) en collaboration avec Tjalaminu Mia, photographies de Victor France
- Gnyung Waart Kooling Kulark (released as Going Home) (Centre for Indigenous History & the Arts, School of Idigenous Studies, University of Western Australia, 2003), coédité avec Jill Milroy et Tjalaminu Mia.